# Chocholá
Chocholá là một đô thị thuộc bang Yucatán, México. Năm 2005, dân số của đô thị này là 4339 người.